# قائمة حوادث الطيران في السعودية
تعرضُ هذه المقالة قائمة حوادث الطيران في السعودية منذ سنة 1976.

## حوادث المرور الجوي في السعودية

### 1976
- 1 يناير 1976: أقلعت طائرة طيران الشرق الأوسط الرحلة 438 من مطار بيروت الدولي بالعاصمة اللبنانية بيروت في طريقها إلى مطار دبي الدولي بإمارة دبي، كانت الطائرة من طراز بوينغ 720 وتقل على متنها 66 راكباً و15 من أفراد الطاقم، وأثناء تحليقها في المجال الجوي السعودي على ارتفاع 11,300 متر (37,000 قدم) وفي تمام الخامسة والنصف مساءً تعرضت منطقة الشحن الأمامية في الطائرة لانفجار قوي أدى إلى سقوطها وتحطمها على بعد حوالي 40 كم شمال غرب مدينة القيصومة السعودية، ونتج عن الحادث مقتل جميع الركاب وأفراد الطاقم. ولم يتم التعرف على منفذي هذا التفجير، لكن لبنان في هذا الوقت كانت تحت وطأة الحرب الأهلية.[1]

### 1979
- 26 نوفمبر 1979: تحطمت طائرة الخطوط الجوية الدولية الباكستانية الرحلة 740، من نوع بوينغ 707-340 سي بعد اقلاعها من مطار عباس بن فرناس (مطار جدة الدولي القديم). ولقى 156 شخصا كانوا على متنها مصرعهم. جاء الإبلاغ الأول عن حالة الطوارئ بعد 21 دقيقة من الإقلاع، عندما قام الطيار بإرسال طلب للعودة إلى جدة بسبب دخول الدخان إلى المقصورة وقمرة القيادة. بعد 15 دقيقة، برج مراقبة جدة سمع الطيار صيحة «ماي داي!» ("Mayday! Mayday!") قبل أن يصمت الراديو.[2] أدى اشتعال النار وانتشارها السريع في مقصورة الركاب، إلى عدم قدرة طاقم الطائرة على السيطرة عليها. لم يتم تحديد سبب الحريق المقصورة. ولا يزال الحادث، حتى الآن، أكبر ثالث تحطم دموي على أرض المملكة العربية السعودية، وثالث أكبر تحطم دموي لطائرة بوينغ 707.[3]

### 1980
- 19 أغسطس 1980: وقوع كارثة طائرة الخطوط الجوية السعودية الرحلة 163 من طراز لوكهيد إل-1011 تراى ستار من مطار الرياض القديم بالعاصمة السعودية الرياض متوجهة إلى مطار الملك عبد العزيز الدولي في جدة، عندما اندلع حريق في مخزن الأمتعة. وقد مات جميع الركاب البالغ عددهم 301 شخصاً. وتعتبر أكبر حادثة في التاريخ من حيث عدد الوفيات سببها حريق.[4]

### 1986
- 25 ديسمبر 1986: أقلعت طائرة الخطوط الجوية العراقية الرحلة 163 طراز بوينغ 737-270 في رحلة اعتيادية من مطار الملكة علياء الدولي بالعاصمة الأردنية عمان متوجهة إلى مطار بغداد الدولي بالعاصمة العراقية بغداد، وعلى متنها 91 راكباً، و15 من أفراد الطاقم، وبعد مرور بعض الوقت على إقلاع الطائرة من المطار؛ قام أربعة أشخاص بمحاولة اختطاف الطائرة، إلا أن مسؤول الأمن في الطائرة العراقية حاول منع الخاطفين من السيطرة على الطائرة، وهو ما أدى إلى قيام أحد الخاطفين بإلقاء قنبلة يدوية على مقصورة الركاب، ما أدى إلى حدوث فجوة في بدن الطائرة وانخفاض للضغط، وهذا ما جعل قائد الطائرة يتخذ قراراً بالهبوط الاضطراري، وأثناء ذلك ألقى أحد الخاطفين قنبلة يدوية ثانية على غرفة قيادة الطائرة، وهو ما أدى إلى انشطار الطائرة وسقوطها وتحطمها بالقرب من مطار عرعر المحلي شمال السعودية. تحطمت طائرة الخطوط الجوية العراقية داخل الأراضي السعودية، موديةً بحياة 63 شخصاً؛ 60 راكباً وثلاثة من أفراد الطاقم، ونجى باقي الركاب وهم من قاموا بنقل تفاصيل عملية الاختطاف للعالم. وتعتبر عملية الاختطاف هذه من بين أسوأ عمليات خطف الطائرات التي تمت ما بين عامي 1985 و1986.[5] [6]

### 1996
- 12 نوفمبر 1996: وقوع حادث اصطدام طائرة الخطوط الجوية السعودية الرحلة 763 من طراز بوينغ 747-168b، والمتجهة من نيودلهي في الهند إلى الظهران في المملكة العربية السعودية أثناء الإقلاع إثر اصطدامها في الجوّ بطائرة الشحن من طراز اليوشن (Ilyushin Il-76) التابعة للطيران الكازاخستاني والقادمة من سمرقند في كازاخستان إلى نيودلهي. خلّف الحادث وفاة 349 راكبا.[7]

### 2000
- 14 اكتوبر 2000: أقلعت طائرة من طيران الخطوط الجوية العربية السعودية الرحلة 115، هي طائرة من طراز بوينغ 777 كانت تقوم برحلتها رقم 115 من مطار الملك عبد العزيز الدولي في جدة إلى مطار هيثرو في لندن قبل أن يتم اختطافها من قبل إثنين من الركاب السعوديين أثناء الرحلة وإجبارها على تغيير وجهتها إلى مطار صدام الدولي في بغداد وكان على متن الطائرة 112 شخص منهم 95 راكبُا و 17 من أفراد طاقم الطائرة.[8]